# Oculimacula yallundae
Oculimacula yallundae (Wallwork & Spooner) Crous & W. Gams – gatunek grzybów z klasy patyczniaków (Helotiales). Wraz z gatunkiem Oculimacula acuformis wywołują chorobę o nazwie łamliwość źdźbła zbóż i traw.

## Systematyka i nazewnictwo
Pozycja w klasyfikacji według Index Fungorum: Ploettnerulaceae, Helotiales, Leotiomycetidae, Leotiomycetes, Pezizomycotina, Ascomycota, Fungi.
Po raz pierwszy takson ten zdiagnozowali w 1988 r. H. Wallwork i B.M. Spooner nadając mu nazwę Tapesia yallundae. Obecną, uznaną przez Index Fungorum nazwę nadali mu w 2003 r. P.W. Crous i W. Gams, przenosząc go do rodzaju Oculimacula.
Synonimy nazwy naukowej:
- Cercosporella herpotrichoides Fron 1912
- Helgardia herpotrichoides (Fron) Crous & W. Gams 2003
- Pseudocercosporella herpotrichoides (Fron) Deighton 1973
- Pseudocercosporella herpotrichoides (Fron) Deighton 1973 var. herpotrichoides
- Ramulispora herpotrichoides (Fron) Arx 1983
- Ramulispora herpotrichoides (Fron) Arx 1983 var. herpotrichoides
- Tapesia yallundae Wallwork & Spooner 1988
- Tapesia yallundae Wallwork & Spooner 1988 var. yallundae

Anamorfą jest Helgardia herpotrichoides (Fron) Crous & W. Gams 2003. Opisano ją jako odrębny gatunek, później okazało się, że jest to bezpłciowa morfa gatunku Oculimacula yallundae, tak więc obecnie jest to synonim tego gatunku.

## Morfologia i rozmnażanie
Grzyb mikroskopijny. Tworzy żółtobrązową grzybnię o strzępkach prostych i rozgałęzionych. Wyrastają na niej proste lub słabo rozgałęzione konidiofory. Zarodniki konidialne mają rozmiar 1,5-3,5 × 37–70 μm, są bezbarwne, zakrzywione i zbudowane z 5-7 komórek.
Morfa rozmnażająca się płciowo (teleomorfa) zimuje na obumarłych, pozostających na polu resztkach źdźbeł zbóż. Wiosną z grzybni wyrastają czarne apotecja o średnicy 0,2–0,5 mm. Zawierają worki o kształcie od cylindrycznego do wrzecionowatego, i długości 35–38 μm, Powstają w nich bezbarwne, wrzecionowate askospory o rozmiarach 7,4-10,3 × 1,95–2,34 μm, Mają zaokrąglony koniec, 0-1 przegród, Skleroty początkowo o barwie od białej do żółtej, później ciemnobrązowej.
Infekcji pierwotnej dokonują zarówno konidia, jak i askospory, a także grzybnia i sklerocja.

## Gatunki podobne
Do niedawna jeszcze nie rozróżniano gatunków Oculimacula acuformis i O. yallundae. Odróżniają się kształtem i wielkością konidiów, szybkością wzrostu grzybni i innymi cechami. Ich rozróżnienie czasami jest trudne, wykazują bowiem dużą wewnątrzgatunkową zmienność. W przypadkach spornych rozróżnia się je genetycznie metodą PCR z użyciem specyficznych gatunkowo starterów.

## Występowanie
Występuje na wszystkich kontynentach poza Antarktydą.
Pasożyt i saprotrof rozwijający się na następujących gatunkach roślin: Aegilops cylindrica, Aegilops ovata, Aegilops sp., Aegilops triuncialis, Agropyron cristatum, Agropyron dasystachyum, Agropyron inerme, Agropyron repens, Agropyron riparium, Agropyron sp., Avena fatua, Avena sativa, Avena sp., Balsamorhiza sp., Bromus carinatus, Bromus inermis, Bromus japonicus, Bromus sterilis, Bromus tectorum, Delphinium sp., Festuca idahoensis, Hordeum distichon, Hordeum vulgare, Koeleria cristata, Lithospermum ruderale, Lomatium triternatum, Poa sandbergii, Poa secunda, Secale cereale, Sitanion hystrix, Trisetum aestivum, Triticum aestivum, Triticum dicoccum, Triticum durum, Triticum monococcum, Triticum sp., Triticum spelta, Triticum vulgare.